# H2O (band)
H2O is een Amerikaanse hardcore punk band uit New York. De band is opgericht in 1994 door zanger Toby Morse, gitarist Rusty Pistachio, basgitarist Eric Rice, en drummer Max Capshaw. In 1996 werd Capshaw vervangen door Todd Friend en kwam ook Todd Morse bij de band spelen als slaggitarist. Eric Rice werd in 1997, na het uitkomen van het debuutalbum H2O, vervangen door Adam Blake. De band heeft in totaal zes studioalbums uitgegeven.

## Geschiedenis

### Beginjaren
Tijdens de tournees van Sick of It All, op welke Tody Morse meereisde als roadie, zong hij soms samen met de band tijdens toegiften. In het najaar van 1994 besloot Morse om zijn eigen band op te richten en vormde H2O in Manhattan. De band tourde lang achter elkaar gedurende het grootste deel van 1995 en 1996. In januari 1996 nam de band een gelijknamige cd op in gaf het uit in mei dat jaar. De cd bestond eigenlijk uit alle nummers die de band op dat moment kon spelen. In juni 1997 nam de band het album Thicker Than Water op, waarna het snel werd uitgegeven in oktober.

### 2001-2007
In november en december 2000 namen ze hun eerste album op voor een groter label, namelijk MCA Records. Het album werd onder de titel Go uitgegeven en werd opgenomen bij Rumbo Recorders Studio's. Het album werd geproduceerd door Matt Wallace. Go werd uitgebracht in mei 2001. Naar aanleiding van deze uitgave toerde de band uitgebreid door de Verenigde Staten, Europa en Japan (tussen 150 en 200 shows in een jaar). In 2002 nam H2O de ep All We Want op waar drie nieuwe en twee live nummers opstonden.
In 2005 toerde H2O door Europa met Madball en door de VS met The Used, Pennywise, Dropkick Murphys en later ook met Rancid. In 2006 toerde de band voor de eerste keer door Zuid-Amerika (Brazilië, Argentinië, Chili en Colombia). H2O ook toerde door Japan in mei/juni 2007.

### Nothing to Prove(2008-2011)
H2O ging in januari 2008 terug naar de studio en begon met het opnemen van het vijfde studioalbum. Enkele nieuwe nummers werden op de MySpace-pagina van H2O geplaatst. Op 14 januari 2008 kondigde de band aan dat ze hadden getekend bij het label Bridge 9 Records, waarop het nieuwe album werd uitgebracht op 27 mei 2008. Het album was hun eerste nieuwe materiaal in zeven jaar en is getiteld Nothing To Prove. De band ging naar aanleiding van de nieuwe uitgave met Rancid op een reeks Amerikaanse tournees en die zomer op tour in Europa. In februari tot en met mei 2011, keerden ze terug naar de studio om te beginnen met het opnemen van cd-covers van een aantal van hun favoriete punkbands.

### Don't Forget Your Roots(2011-2015)
Op 15 november 2011 bracht de band het album Don't Forget Your Roots uit, een coveralbum van hun favoriete punknummers. Op 1 januari 2013 maakte H2O via Facebook bekend dat er een nieuw album zou worden uitgebracht in 2013, maar Toby heeft later verklaard dat de band eerst op tour zou gaan dat najaar met New Found Glory en Alkaline Trio, waarna het opnemen zou gebeuren in februari 2014. In maart 2015 begon H2O met het opnemen van de nieuwe cd Use Your Voice. Dit album werd uitgegeven door Bridge 9 Records op 9 oktober 2015.
Op 5 augustus dat jaar, maakte Todd Morse via zijn Twitteraccount bekend dat hij niet langer bij de band zou spelen.

### Use Your Voice(2015-heden)
H2O bracht het album Use Your Voice uit op 9 oktober 2015 via Bridge 9 Records. Het album werd van maart tot mei 2015 bij Buzzbomb Sound Lab Studios opgenomen en geproduceerd door Chad Gilbert. H2O maakte een video voor het nummer "Skate" in juni 2015. Op 15 februari 2016 bracht de band een tweede video voor "True Romance". Het album bereikte plaat #1 in de Top Heatseekers-hitlijst.

## Leden
- Toby Morse - zang (1994-heden)
- Rusty Pistachio - gitaar (1994-heden)
- Adam Blake - basgitaar (1996-heden)
- Matt Henderson - gitaar (2022-heden)
- Max Morse - drums (2022-heden)

### Voormalige leden
- Eric Rice - basgitaar (1994-1996)
- Max Capshaw - drums (1994-1996)
- Todd Morse - slaggitaar (1995-2015)
- Todd Friend - drums (1996-2022)
- Colin McGinnis - gitaar (2015-2018)

## Discografie

### Studioalbums
- H2O  (1996)
- Thicker than Water (1997)
- F.T.T.W. (1999)
- Go (2001)
- Nothing to Prove (2008)
- Don't Forget Your Roots (2011)
- Use Your Voice (2015)

### Ep's
- This Is The East Coast...! Not LA ! (splitalbum met Dropkick Murphys, 2000)
- Live EP (2000)
- All We Want (2002)
- California (2011)
- New York City (2011)
- Washington D.C.  (2011)